# 鳥取県道297号上大立大栄線
鳥取県道297号上大立大栄線（とっとりけんどう297ごう かみおおたちだいえいせん）は、鳥取県倉吉市から東伯郡北栄町に至る一般県道である。

## 概要
倉吉市上大立から東伯郡北栄町由良宿に至る。

### 路線データ
- 起点：鳥取県倉吉市上大立（鳥取県道45号倉吉江府溝口線交点、鳥取県道288号上大立横田線起点）
- 終点：鳥取県東伯郡北栄町由良宿（由良宿西交差点、鳥取県道320号羽合東伯線交点）
- 未開通区間：起点 - 鳥取県倉吉市上大立

ただし、この区間は県道として認定されていないだけなので、実際には2車線の道路があるので通行可能。

## 路線状況

### 重複区間
- 鳥取県道313号下見関金線（倉吉市上大立）
- 鳥取県道34号倉吉赤碕中山線・鳥取県道50号東伯関金線（倉吉市上福田 - 倉吉市下福田）
- 中部広域農道（倉吉市上福田）
- 鳥取県道151号倉吉東伯線（東伯郡北栄町亀谷・亀谷交差点 - 東伯郡北栄町亀谷）

## 地理

### 通過する自治体
- 鳥取県
  - 倉吉市 - 東伯郡北栄町

### 交差する道路
| 交差する道路                                                                | 市町村名 | 市町村名 | 交差する場所 | 交差する場所          |
| --------------------------------------------------------------------------- | -------- | -------- | ------------ | --------------------- |
| 鳥取県道45号倉吉江府溝口線未供用 鳥取県道288号上大立横田線未供用            | 倉吉市   | 倉吉市   | 上大立       | 起点                  |
| 未供用区間                                                                  |          |          |              |                       |
| 鳥取県道313号下見関金線 重複区間起点                                        | 倉吉市   | 倉吉市   | 上大立       |                       |
| 鳥取県道313号下見関金線 重複区間終点                                        | 倉吉市   | 倉吉市   | 上大立       |                       |
| 鳥取県道34号倉吉赤碕中山線 重複区間起点 鳥取県道50号東伯関金線 重複区間終点 | 倉吉市   | 倉吉市   | 上福田       |                       |
| 鳥取県道34号倉吉赤碕中山線 重複区間終点 鳥取県道50号東伯関金線 重複区間終点 | 倉吉市   | 倉吉市   | 下福田       |                       |
| 中部広域農道 重複区間起点                                                   | 倉吉市   | 倉吉市   | 上福田       |                       |
| 中部広域農道 重複区間終点                                                   | 倉吉市   | 倉吉市   | 上福田       |                       |
| 鳥取県道203号法万大栄線                                                     | 東伯郡   | 北栄町   | 下種         |                       |
| 鳥取県道151号倉吉東伯線 重複区間起点 鳥取県道250号亀谷北条線                | 東伯郡   | 北栄町   | 亀谷         | 亀谷交差点            |
| 鳥取県道151号倉吉東伯線 重複区間終点                                        | 東伯郡   | 北栄町   | 亀谷         |                       |
| 鳥取県道320号羽合東伯線                                                     | 東伯郡   | 北栄町   | 由良宿       | 由良宿西交差点 / 終点 |

### 交差する鉄道
- 山陰本線

### 沿線
- 倉吉市立久米小学校
- 北栄町立大栄小学校
- 北栄町立大栄中学校
- JR西日本山陰本線 由良駅（終点付近）
- 鳥取県立鳥取中央育英高等学校（終点付近）